# 성숙황후
성숙황후 사씨(成肅皇后 謝氏, 1136년 ~ 1207년 6월 13일(음력 5월 16일))는 남송 효종(孝宗)의 두번째 황후이다.

## 생애

### 황후 시절
단양(丹陽) 출신이며, 어려서부터 의지할 곳 없이 외롭게 살다가, 척씨(翟氏) 집안에 입양되어 척씨 성으로 살다가 후에 입궁하면서 본래의 성인 사씨(謝氏)를 사용하였다. 고종의 황후인 헌성자열황후의 시녀였다가 건왕(建王)의 측실로 주어지면서 함안군부인(咸安郡夫人)으로 봉해졌다.
1162년 건왕이 효종으로 즉위하면서 완용(婉容)으로 봉해졌다. 1164년 귀비(貴妃)로 진봉되었다. 사씨는 성품이 공손하고 수수하며 인자하였고, 스스로 의복을 세탁하였다.
1167년 효종의 황후인 성공황후가 붕어하면서 오랫동안 황후의 자리가 비어있었는데, 상황(고종)이 효종에게 사씨를 황후로 세울 것을 권유하였고, 1176년 사씨는 황후로 책봉되었다.

### 황태후 시절
1189년, 효종이 아들 광종에게 선위하면서 태상황이 되었고, 사씨 또한 태상황후가 되어 수성황후(壽成皇后)의 존호를 받았다.
한번은 며느리인 황후 이씨(이봉낭)가 효종과 광종의 사이를 이간질하고, 궁중에서 오만하고 무례한 태도를 보이자, 이를 차마 볼 수 없어 이황후에게 황후로서 예의범절을 중시해야 한다고 권하였다. 이황후는 사황후의 말을 듣지 않았을 뿐만 아니라, 오히려 사씨의 본래 신분이 비천함을 비꼬았다. 사씨가 크게 노하여 효종에게 이를 고하였고, 효종 또한 분노하여 신하들을 불러모아 황후 이씨의 폐위를 논하였다.
하지만 대신 사호(史浩)는 광종이 즉위한지 얼마 되지 않았고, 섣불리 황후를 폐하는 것은 시국에 불리하다며 단호히 반대하였다. 효종이 태상황으로 물러난대다가 많은 대신들의 지지를 얻지 못하면서 폐후의 문제는 흐지부지 되었다.
1194년, 효종이 붕어하고, 정신병을 앓는 광종이 효종의 상을 제대로 주관하지 않고 황후 이씨에게 휘둘리자, 조여우(趙汝愚), 한탁주(韓仛冑), 서의(徐誼), 곽호(郭杲) 등의 대신들은 태황태후 오씨의 지지를 받아 광종과 이황후를 핍박하여 폐위시키고, 광종의 아들 영종(寧宗)을 즉위시켰다. 광종과 이황후가 태상황과 태상황후로 물러나면서 사씨는 황태후가 되어 혜자(惠慈)의 존호를 추가하였다.

### 태황태후 시절
1200년 태황태후가 되었다. 1202년 자우태황태후(慈佑太皇太后)의 존호를 추가로 받았고, 1207년 붕어하였다. 시호는 성숙(成肅)이고 효종과 함께 영부릉(永阜陵)에 합장되었다.